# Championnat de Bulgarie de football 1963-1964
Navigation
Saison précédente Saison suivante
La saison 1963-1964 du Championnat de Bulgarie de football était la 40e édition du championnat de première division en Bulgarie. Les seize meilleurs clubs du pays se retrouvent au sein d'une poule unique, la Vissha Professionnal Football League, où ils s'affrontent deux fois, à domicile et à l'extérieur. À l'issue du championnat, les deux derniers du classement sont relégués et remplacés par les deux meilleurs clubs de B PFG.
C'est le Lokomotiv Sofia qui remporte le titre national cette saison, en terminant en tête du classement, 3 points devant le PFK Levski Sofia et 9 points devant le PFC Slavia Sofia. C'est le 3e titre de champion de l'histoire du Lokomotiv. Le tenant du titre, le Spartak Plovdiv prend la 4e place, à 10 points du nouveau champion.

## Les 16 clubs participants
| - PFK Levski Sofia - CSKA Cherveno zname Sofia - Marek Stanke Dimitrov - Lokomotiv Plovdiv - PFK Spartak Pleven - PFC Slavia Sofia - FK Spartak Varna - Lokomotiv Sofia | - Dunav Ruse - Tcherno More Varna - Spartak Plovdiv - Beroe Stara Zagora - Botev Plovdiv - FC Lokomotiv Gorna Oryahovitsa - Promu de D2 - FK Spartak Sofia - Mlada Gvardiya Sliven - Promu de D2 |

## Compétition

### Classement
Le barème utilisé pour établir le classement est le suivant :
- Victoire : 3 points
- Match nul : 1 point
- Défaite : 0 point

| Rang | Équipe                        | Pts | J  | G  | N  | P  | Bp | Bc | Diff |
| ---- | ----------------------------- | --- | -- | -- | -- | -- | -- | -- | ---- |
| 1    | Lokomotiv Sofia               | 44  | 30 | 18 | 8  | 4  | 53 | 28 | +25  |
| 2    | PFK Levski Sofia              | 41  | 30 | 16 | 9  | 5  | 53 | 32 | +21  |
| 3    | PFC Slavia Sofia C            | 35  | 30 | 13 | 9  | 8  | 46 | 36 | +10  |
| 4    | Spartak Plovdiv T             | 34  | 30 | 13 | 8  | 9  | 42 | 34 | +8   |
| 5    | Dunav Ruse                    | 32  | 30 | 12 | 8  | 10 | 31 | 35 | -4   |
| 6    | Tcherno More Varna            | 31  | 30 | 11 | 9  | 10 | 35 | 30 | +5   |
| 7    | Botev Plovdiv                 | 30  | 30 | 13 | 4  | 13 | 43 | 54 | -11  |
| 8    | Lokomotiv Plovdiv             | 29  | 30 | 10 | 9  | 11 | 33 | 38 | -5   |
| 9    | Marek Stanke Dimitrov         | 28  | 30 | 11 | 6  | 13 | 39 | 32 | +7   |
| 10   | PFK Spartak Pleven            | 28  | 30 | 9  | 10 | 11 | 31 | 33 | -2   |
| 11   | CSKA Cherveno zname Sofia     | 27  | 30 | 12 | 3  | 15 | 58 | 40 | +18  |
| 12   | FK Spartak Sofia              | 25  | 30 | 8  | 9  | 13 | 28 | 40 | -12  |
| 13   | Mlada Gvardiya Sliven P       | 25  | 30 | 8  | 9  | 13 | 29 | 41 | -12  |
| 14   | Beroe Stara Zagora            | 24  | 30 | 8  | 8  | 14 | 28 | 38 | -10  |
| 15   | Spartak Varna                 | 24  | 30 | 9  | 6  | 15 | 34 | 52 | -18  |
| 16   | Lokomotiv Gorna Oryahovitsa P | 23  | 30 | 9  | 5  | 16 | 29 | 49 | -20  |

|  | Qualification pour la Coupe des clubs champions 1964-1965                                |
|  | Qualification pour la Coupe des Coupes 1964-1965                                         |
|  | Qualification pour la Coupe des villes de foires 1964-1965                               |
|  | Qualification pour l'International football cup 1964-1965                                |
|  | Relégation en deuxième division                                                          |
|  | T : Tenant du titre C : Vainqueur de la Coupe de Bulgarie P : Promu de deuxième division |

## Bilan de la saison
| Championnat de Bulgarie de football 1963-1964 |                             |
| Champion                                      | Lokomotiv Sofia (3e titre)  |
| Coupes et trophées                            |                             |
| Vainqueur de la Coupe de Bulgarie 1963-1964   | PFC Slavia Sofia            |
| Qualifications continentales                  |                             |
| Coupe des clubs champions 1964-1965           | Lokomotiv Sofia             |
| Coupe des Coupes 1964-1965                    | PFC Slavia Sofia            |
| Coupe des villes de foires 1964-1965          | Lokomotiv Plovdiv           |
| International football cup 1964-1965          | PFK Spartak Pleven          |
| Promotions et relégations                     |                             |
| Promus en Vissha PFL                          | Botev Vratsa                |
| Promus en Vissha PFL                          | Akademik Sofia              |
| Relégués en B PFL                             | Spartak Varna               |
| Relégués en B PFL                             | Lokomotiv Gorna Oryahovitsa |